# Dipturus polyommata
Dipturus polyommata es una especie de pez de la familia de los Rajidae en el orden de los Rajiformes.

## Morfología
Los machos pueden llegar a alcanzar los 36 cm de longitud total.

## Reproducción
Es ovíparo y las hembras ponen huevos envueltos en una cápsula córnea.

## Alimentación
Come invertebrados y peces hueso. 

## Hábitat
Es un pez de mar y de Clima subtropical (18 ° S-28 ° S) que vive entre 140-310 m de profundidad.

## Distribución geográfica
Se encuentra en el Océano Pacífico occidental: el este de Australia. 

## Observaciones
Es inofensivo para los humanos. 